# West Grand Bahama
West Grand Bahama è un distretto delle Bahamas situato nella parte occidentale dell'isola Grand Bahama con l'esclusione della città di Freeport che costituisce un distretto autonomo.

## Geografia antropica

### Suddivisioni amministrative
Il distretto è suddiviso in quattro città (township in inglese):
- West End
- Eight Mile Rock West
- Eightmile Rock East
- Pinder's Point